# Hammarland
Hammarlands Kommune er en kommune på Ålandsøerne. Hammarland havde i 2007 ca. 1.409 indbyggere og har et areal på 135,21 km², deraf er 1,99 km² vand.
Hammarland ligger på fasta Åland og grænser i vest til Eckerö kommune, i nordøst til Geta kommune, i øst til Finström kommune og i syd til Jomala kommune.
Hammar betyder bakke eller en stenet ås. Kommunen har siden 1951 haft sit eget kommunevåben bestående af et vikingeskib af guld. Vikingeskibet symboliserer at Hammarland var den første landingsplads på Åland for søfarere vestfra.
Fra kommunens centrum er der ca. 20 km til Mariehamn og 10 km til Berghamn i Eckerö.
Hammarland Kirke er opført i 1200-tallet og har døbefont og apostelskulpturer fra 1300-tallet og kalkmalerier fra 1400-tallet.

## Geografi
Kommunen omfatter landsbyerne Bondtorp, Bovik (Ålands ældste fiskerleje), Bredbolstad, Byttböle, Djäkenböle, Drygsböle, Frebbenby, Hellesby, Kattby, Kråkböle, Lillbolstad, Mellantorp, Näfsby, Postad, Skarpnåtö, Västmyra, Äppelö og Östanträsk.
Af øer er der Borgö, Skråbjörkö, Sälskär (med fyr), Öra, og skærerne Finbofjärden og Ivarskärsfjärden og halvdelen af Märket. Den vestlige del af Hammarland består af et relativt bakket terræn. Den østlige del er et landbrugsområde. I den nordlige del er der løvskov.

## Erhverv
Landbruget er stadig kommunens hovederhverv. I 1960erne blev mejeriet nedlagt og i nutiden er der kun 10 mælkebrug og 10 fårebrug tilbage. De vigtigste afgrøder er græs, kartofler og løg.
Af andre erhverv er der blandt andet; butik, bank, maler, snedkeri, turisthotel, byggefirma, camping, taxi, ridehal og keramikværksted. Ca. 62 % af de ca. 690 lønmodtagere som bor i kommunen pendler til arbejdspladser i andre kommuner.

## Skole og plejehjem
Den første kommunale folkskole begyndte sin virksomhed i 1881. Derefter kom der folkskoler i Frebbenby, Näfsby, Sålis, Torp og Strömma. Fra 1989 blev de nedlagt og eleverne flyttet til centralskolen i Näfsby som 2007 havde 93 elever fra 1-6 klasse.
Den kommunale børnehave startede 1983 i en nybygget børnehave i Kattby og i 2001 flyttede børnene til børnehaven "Karalund" med 55 børn i Näfsby. Plejehjemmet Hammargården i Kattby har efter den seneste ombygning i 2003 plads til 14 beboere.

## Foreninger
Den største forening er idrætsforeningen "Hammarlands Ik" som blev oprettet 1941 med fodbold og håndbold som de vigtigste sportsgrene. Hammarlands ungdomsforening blev oprettet 1899 og ejer kommunens forsamlingshus "Hammarbo". Hammarlands frivillige brandværn driver kommunens brand- og redningstjeneste. Brandværnet holder jævnlige øvelser både for juniorer og seniorer.

## Ekstern henvisning
- Kommunens hjemmeside

60°13′N 19°45′Ø / 60.217°N 19.750°Ø
|  | Infoboks uden skabelon Denne artikel har en infoboks dannet af en tabel eller tilsvarende. |